# Gianfabio Bosco
Gianfabio Bosco (oftmals nur als Gian, auch Gian Fabio Bosco; * 30. Juli 1936 in Florenz; † 14. Februar 2010 in Lavagna) war ein italienischer Komiker und Schauspieler.

## Leben
Kurz nach seiner Geburt mit Mutter Anna Caroli nach Genua gezogen, begann Bosco mit 8 Jahren im von „Rossaldo“ (Aldo Rosso) geleiteten Kindertheater vor allem mit Imitationen. Mit 17 Jahren wurde er von der Dialektkompagnie Gilberto Govis und zwei Jahre später im auf musikalische Stücke spezialisierten Ensemble von Gino Bramieri unter Vertrag genommen. Nach der in Turin zufälligerweise geschlossenen Bekanntschaft mit Riccardo Miniggio entstand das erfolgreiche Komikerduo „Ric e Gian“ (zunächst „Jerry e Fabio“), das u. a. auch zwei Jahre im Crazy Horse de Paris auftrat. Später unterschrieben sie bei Beniamino Maggio, unter dessen Leitung Gian mit seiner Jerry-Lewis-Imitation erfolgreich war. 1976/1977 traten sie als die Hauptdarsteller in Neil Simons Ein seltsames Paar auf und feierten einen großen Publikumserfolg; 1983 folgte die Fernsehshow „Ric e Gian Follies“. In den 1990er Jahren traten sie zusammen mit Lino Banfi am Theater auf.
Im Kino war das Duo eher selten zu sehen und (bis auf eine sehr an Franco & Ciccio gemahnende Italowestern-Parodie) meist in komischen Nebenrollen mit Gaststarstatus; das Fernsehen bot ihnen die Plattform für eine mäßig gelungene Fernsehserie mit einhundert Folgen und 1988/1989 die Miniserie I cinque del V° piano. Auch im neuen Jahrtausend wurden die Auftritte auf dem Bildschirm nun häufiger. Daneben war Bosco für kurze Zeit Leiter seines eigenen Senders „San Remo Tv“.
Bosco war in zweiter Ehe (die mit Maria Arzano wurde geschieden) mit Carla Russo verheiratet.

## Filmografie (Auswahl)
- 1965: Ischia, operazione amore
- 1967: Ric e Gian alla conquista del West
- 1977: Schieß Du… ich hol’ Verpflegung (Kakkientruppen)
- 1985: Joan Lui (Joan Lui – ma un giorno nel paese arrivo io di lunedì)
- 1990: Le comiche
- 2007: Un ciclone in famiglia (Fernseh-Miniserie)